# ラターシャ・コランダー
ラターシャ・コランダー (LaTasha Colander、1976年8月23日- )は、アメリカ合衆国バージニア州ポーツマス出身の女子陸上競技選手。

## 経歴
コランダーは、2000年シドニーオリンピックの400mと4×400mリレーに出場。400mは予選で敗退したが、ジール・マイルス＝クラーク、モニーク・ヘンナガン、マリオン・ジョーンズとともに挑んだ4×400mリレーでは、3分22秒62のタイムで金メダルを獲得した。その後、マリオン・ジョーンズのドーピング問題によって金メダルを剥奪されたが、スポーツ仲裁裁判所が2010年7月16日に失格処分は無効と裁定し、剥奪は撤回された。
コランダーはその後、100mを中心により短い距離にシフトしてゆき、2004年アテネオリンピック出場権を賭けた選考レースの100mで、10.97秒の自己ベストを出しオリンピックに出場するも、決勝で8位と振るわなかった。

## 自己ベスト
- 100m - 10秒97 (2004年)
- 200m - 22秒34 (2005年)
- 400m - 49秒87 (2000年)

## 主な実績
| 年   | 大会                   | 場所                     | 種目         | 結果 | 記録      |
| ---- | ---------------------- | ------------------------ | ------------ | ---- | --------- |
| 1994 | 世界ジュニア陸上選手権 | リスボン(ポルトガル)     | 110mハードル | 2位  | 13秒30    |
| 2000 | オリンピック           | シドニー(オーストラリア) | 4×400mリレー | 1位  | 3分22秒62 |
| 2004 | オリンピック           | アテネ(ギリシャ)         | 100m         | 8位  | 11秒18    |
| 2004 | オリンピック           | アテネ(ギリシャ)         | 4×100mリレー | -    | DNF       |
| 2005 | 世界陸上選手権         | ヘルシンキ(フィンランド) | 200m         | 5位  | 22秒66    |